# Jugend Düren
Jugend Düren (offiziell: Verein für Jugend und Volksspiele Düren e. V.) war ein Sportverein aus Düren. Die erste Fußballmannschaft nahm einmal an der Endrunde um die Westdeutsche Fußballmeisterschaft teil.

## Geschichte
Der Verein wurde am 4. Mai 1896 gegründet und ist nach eigenen Angaben der älteste Verein im Bereich des heutigen Fußball-Verbands Mittelrhein. Im Jahre 1910 stiegen die Dürener in die A-Klasse Rheinbezirk Süd auf und wurden auf Anhieb Meister. Damit qualifizierte sich die Mannschaft für die Westdeutsche Fußballmeisterschaft 1910/11, wo die Dürener im Halbfinale am VfvB Ruhrort scheiterten. Ein Jahr später verpasste die Mannschaft die erneute Endrundenteilnahme nach einer Entscheidungsspielniederlage gegen Borussia Mönchengladbach.
Während des Ersten Weltkrieges sicherte sich Jugend Düren dreimal die Aachener Bezirksmeisterschaft. Dabei bildeten sie in der Saison 1915/16 mit Germania Düren die Kriegsspielgemeinschaft Mars Düren. Nach Kriegsende hatten die Dürener 1920 Pech. Obwohl sie die Bezirksmeisterschaft durch ein 2:1 über den VfTuR Mönchengladbach gewannen wurden die Mönchengladbacher aus unbekannten Gründen zur Westdeutschen Meisterschaft gemeldet. Vier Jahre später verlor Jugend Düren das Endspiel um die Bezirksmeisterschaft gegen den Kölner BC 01 mit 1:3, bevor die Mannschaft immer mehr ins Mittelfeld abrutschte.
1929 verpasste die Mannschaft die Qualifikation für die eingleisige Bezirksliga Rhein und rutschten drei Jahre später gar in die Kreisklasse ab. Auch in den folgenden Jahren blieb die Mannschaft unterklassig. Anfang 1947 fusionierte Jugend Düren, die seit 1921 ihre Heimspiele im Jugendstadion austrugen, mit dem im Jahre 1905 gegründeten Rölsdorfer SV zu Schwarz-Weiß Düren. Dieser fusionierte im Jahre 2001 mit der SG Düren 99 zur SG Schwarz-Weiß Düren 99, ehe sich Schwarz-Weiß Düren nach internen Querelen neu gründete.